# Adrenalină
Adrenalina (latină ad-adaugă, ren-rinichi) (sau epinefrină, suprarenină) este un hormon secretat în sânge de glanda medulosuprarenală în cazuri de stres cu care corpul nu este obisnuit.
Are funcția de a pregăti organismul pentru "teamă, fugă și luptă" și are efecte intense asupra circulației sanguine, mușchilor și metabolismului glucidic. 
Ajunsă în sânge, determină creșterea frecvenței cardiace, a presiunii sanguine, dilatarea bronhiilor și pregătirea organismului pentru o producere masivă de energie prin arderea lipidelor (lipoliză) și sinteza glucozei.
Circulația sângelui este activată la nivelul sistemului nervos central pe când la nivelul tractului digestiv este diminuată.
La nivelul sistemului nervos central, adrenalina devine un transmițător neuronal, cuplat cu proteina-G joacă un rol intermediar și de activator al receptorilor nervoși.
De asemenea, adrenalina crește rata și amplitudinea respirațiilor și, odată cu creșterea ratei metabolismului, îmbunătățeste forța contracției musculare și întârzie debutul apariției oboselii musculare.
În același timp, reduce irigația sanguină a vezicii urinare și a intestinului, prin relaxarea pereților musculari și contracția sfincterelor.

## Istoric
Prima indicație despre existența hormonului în glanda suprarenală, este colorarea clorurii de fier trivalent. Lucru observat în anul 1856 de fiziologul francez „ Alfred Vulpian”. Acest lucru de descoperire a unei substanțe noi în suprarenală este publicat în anul 1886 în „New York Medical Journal” de „William Bates”. Faptul că această substanță are o acțiune deosebită din punct de vedere farmacolgic a fost stabilit în 1893 de fiziologii  „George Oliver” și „Edward Schäfer”.  O conturare mai precisă a acestor efecte farmacologice o face fiziologul polonez „Napoleon Cybulski”. Prima încercare de izolare a substanței o face în anul 1897 „John Jacob Abel” care denumește substanța epinefrină. Inspirat de încercarea lui Abel, chimistul american de origine japoneză „Jokichi Takamine”, reușește să izoleze o substanță numită adrenalină, ce avea proprietățile descrise de Oliver, Schäfer și Cybulski. Prima sinteză chimică a adrenalinei îi reușește în anul 1904 lui „Friedrich Stolz”, adrenalina fiind primul hormon la care era cunoscută structura chimică și este produs pe cale sintetică.

## Biosinteză
Ca punct de pornire a sintezei adrenalinei este aminoacidul tirozină sau fenilalanină. Acesta devine prin hidroliză L-DOPA și după un proces de decarboxilare, devine dopamină activă care după o hidrolizare stereoselectivă se transformă în noradrenalină, care este prezent de asemenea în suprarenală. Noradrenalina printr-o metilare-N se transformă în adrenalină. Concentrația normală de adrenalină în sânge este sub 100 ng/l (ca. 500 pmol/l). 

### Regularea biosintezei
Regularea și stimularea biosintezei se realizează în organism prin acțiunea excitantă neuronală a adrenalinei, stare de excitație care favorizează transformarea tiroxinei în dopa și apoi dopamină care se transformă la rândul ei în noradrenalină. Cortizonul care ia naștere în corticosuprarenală facilitează transformarea noradrenalinei în adrenalină. Concentrația crescută în sânge a adrenalinei declanșează un mecanism de feedback care reglează valorile concentrației de adrenalină între anumite limite, prin reducerea sau creșterea producerii de tirozină.

### Descompunere
Adrenalina se descompune relativ repede (trei minute) în organism, metabolizarea este realizată în special prin acțiunea enzimelor catehil-metil-transerază  (COMT) și monoaminooxidază (MAO), substanța rezultată este inactivată prin legare o parte de sulf și eliminată prin urină.

## Mecanismul de acțiune
Mecanismul ei de acțiune determină punerea rapidă de energie la dispoziția organismului, energie necesară în cazuri de pericol, pentru supraviețuire prin fugă sau luptă. Acest efect fiind realizat prin activarea proteinei-G de adrenalină.
- Acțiunea stimulatoare a ei asupra inimii și sistemului circulator, duce la creșterea volemiei sanguine centrale în inimă, mușchii scheletici, prin derivația sângelui periferic realizat prin contracția vaselor periferice, unde scade volumul de sânge de la nivelul pielii și rinichilor și activarea receptorilor adrenalinei.
- Asupra mușchilor netezi, respirației, tractusului digestiv și vezicii urinare are o acțiune diferită. Astfel determină creșterea frecvenței respiratorii cu dilatarea bronhiilor, reducerea activității digestive, a peristaltismului intestinal și în general de contracție a musculaturii netede de la nivelul vezicii urinare cu excepția gravidelor unde adrenalina acționează relaxant asupra uterului.
- Mobilizarea rezervelor de energie se realizează prin metabolizarea grăsimilor (lipoliză), adrenalina activând enzimele lipaze și formare de glucoză și glucagon necesară energiei mușchilor scheletici, prin inhibarea producerii de insulină.
- Adrenalina produsă de glandele suprarenale nu poate traversa bariera hemato-encefalică a SNC, de aceea se presupune că asupra sistemului nervos central are numai o acțiune pe baza reflexelor nervoase.
- Alte efecte ale adrenalinei sunt uscarea mucoaselor, de unde apare senzația de gură uscată, piele de gâscă, transpirare, midriază pupilară, influențând și procesul de coagulare a sângelui.